# Tramway de Kaliningrad
Le tramway de Kaliningrad est le réseau de tramways de la ville de Kaliningrad, capitale de l'oblast de Kaliningrad, en Russie. Le réseau comporte aujourd'hui seulement deux lignes, mais il a comporté jusqu'à 13 lignes, dont un certain nombre a fermé dans les années 2000.
L'exploitation de tramways hippomobiles à Kaliningrad (à cette époque, la ville allemande de Königsberg) remonte à 1881. Le premier tramway à traction électrique de Kaliningrad a été mis en service en 1895, ce qui en fait l'un des réseaux de tramways à traction électrique les plus anciens de Russie.

## Réseau
Le réseau possède seulement deux lignes en fonction.
- La ligne 3 : Parc central - Gare du Sud
- La ligne 5 : rue Basseinaya - place Pobiedy (Place de la Victoire)

## Photos

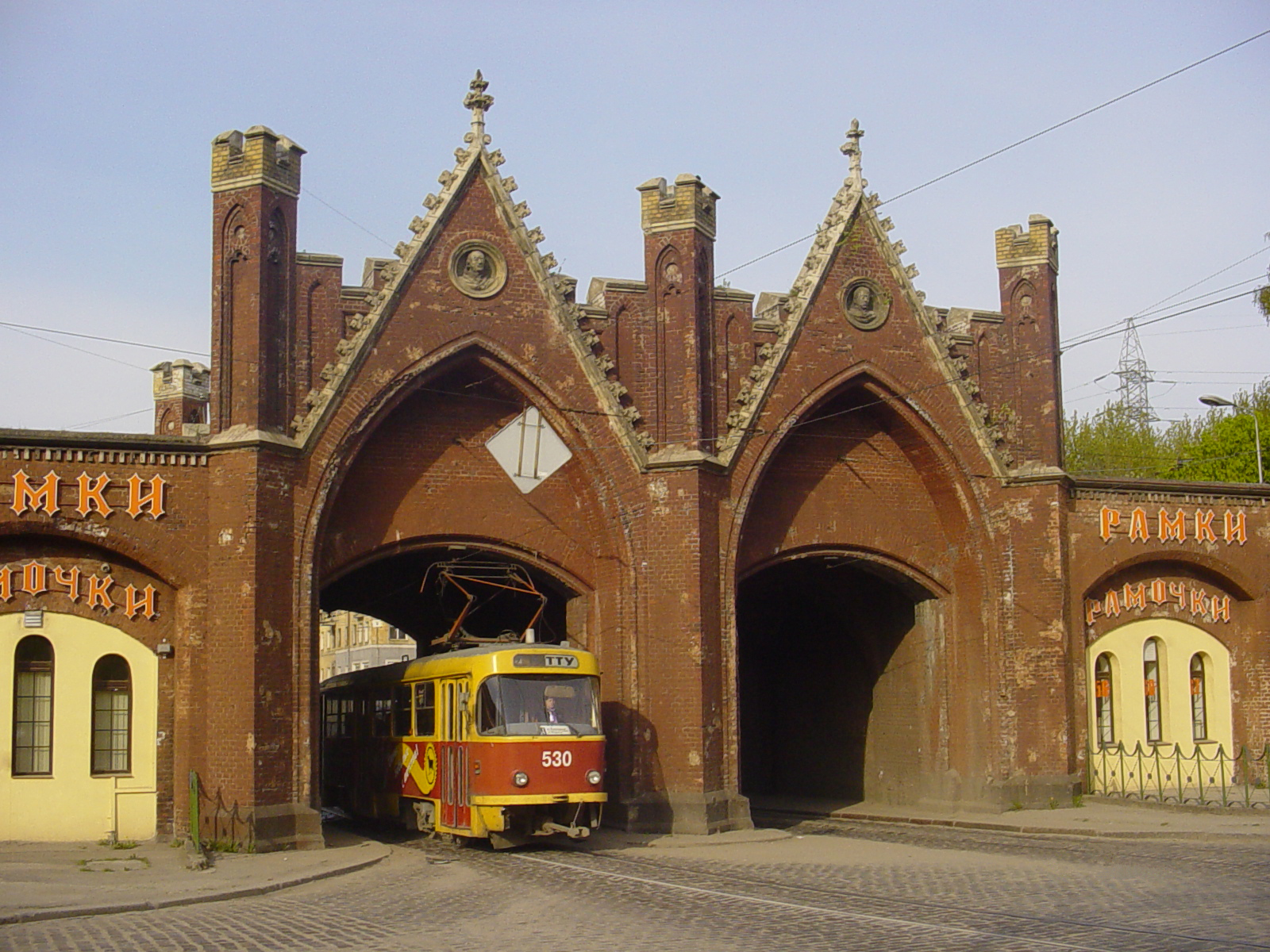
Une rame de la ligne 9 du tramway de Kaliningrad traversant la porte de Brandenburg. L'exploitation de la ligne a cessé en 2010
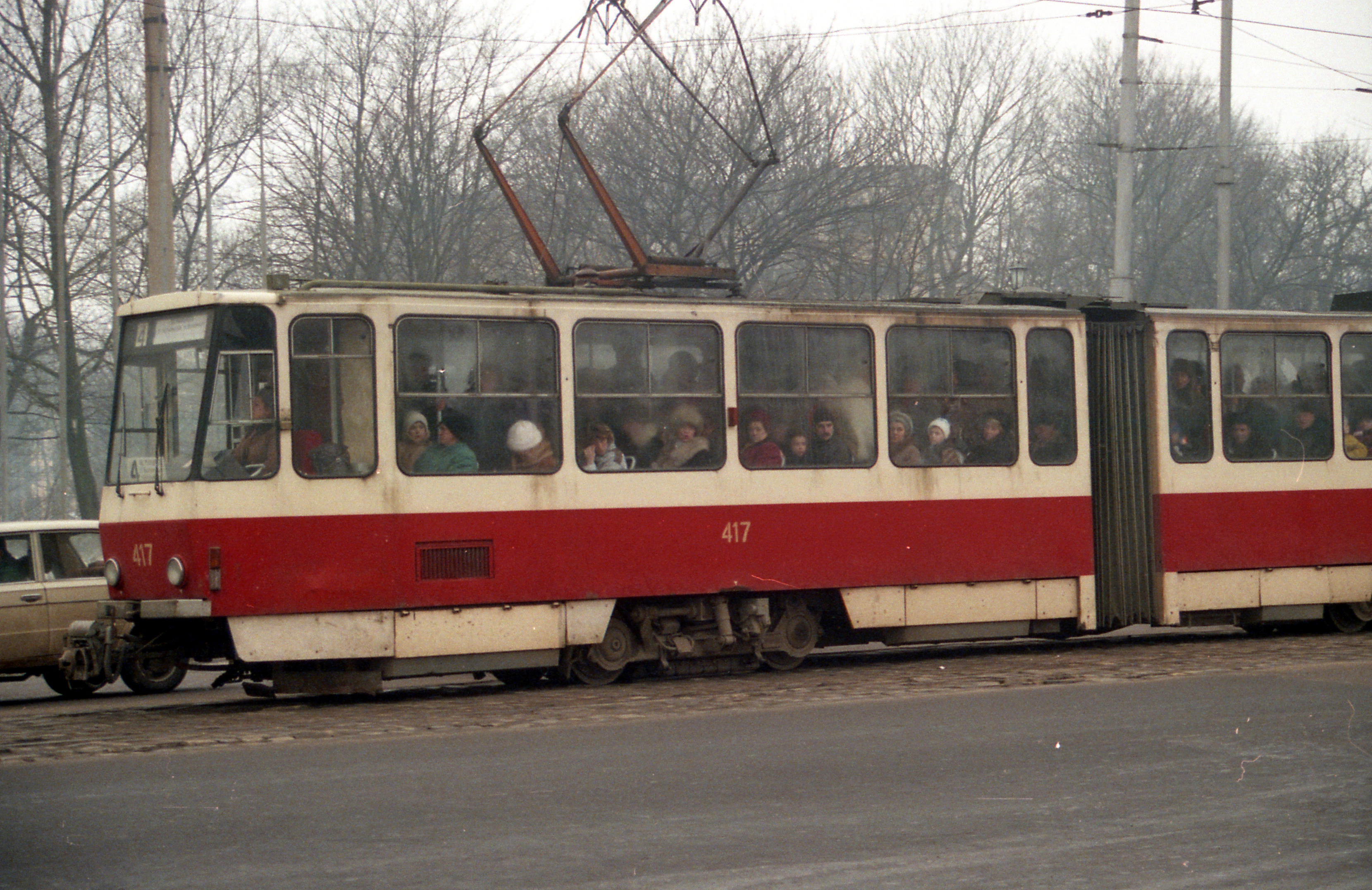
Tramway Ligne 4 en février 1993
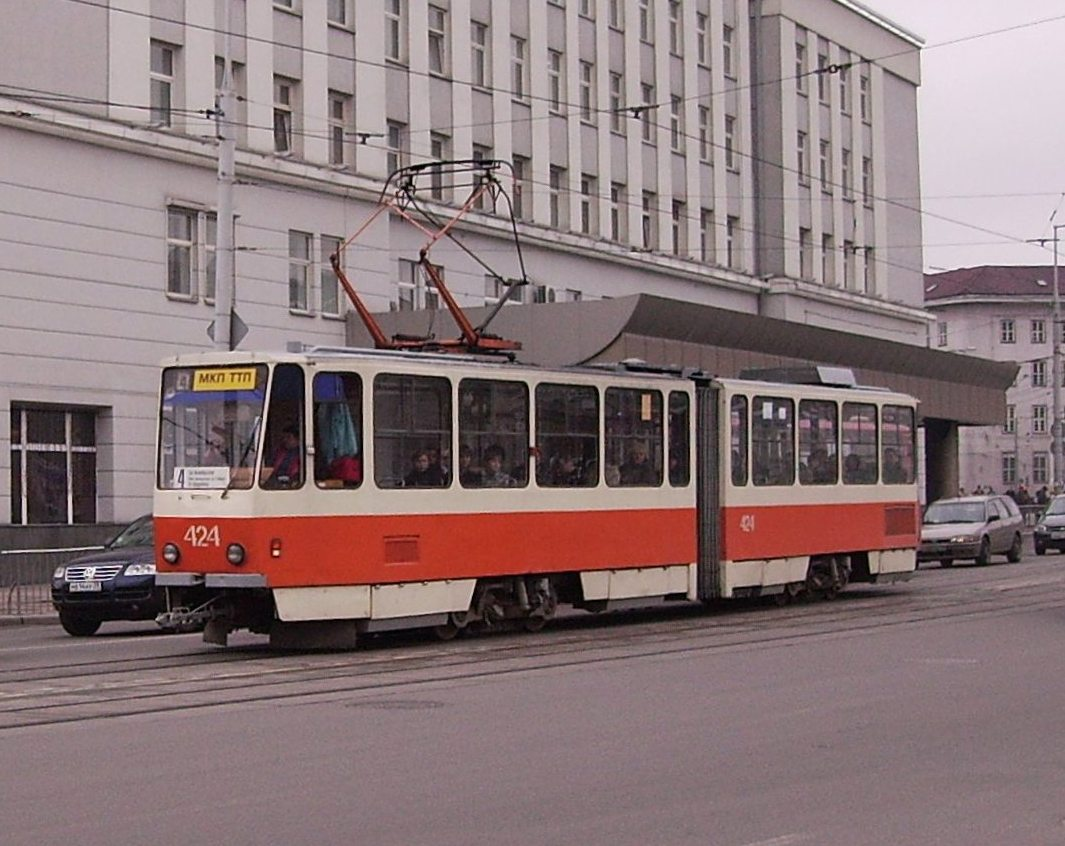
Vue d'un tramway de la ville
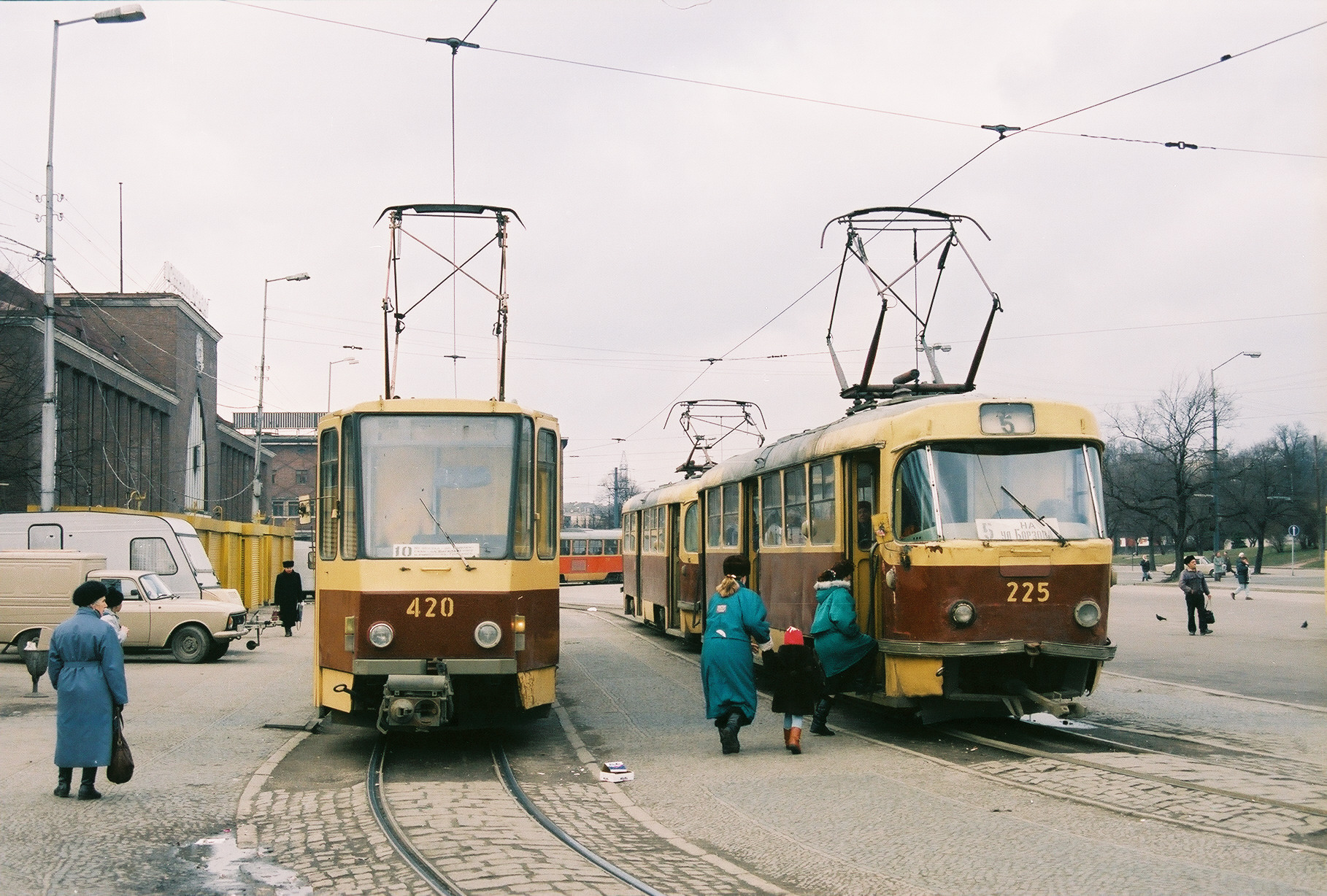
Vue d'un autre tramway